# 帕洛格兰德
帕洛格兰德是巴拿马奇里基省阿兰赫区的一个城市。 该市面积为41平方（16平方英里），2010年时人口为578，故其人口密度为14.1名居民每平方（37名居民每平方英里）。 1990年时人口为563，2000年时人口为563。